# This Side of Paradise (EP Hayley Kiyoko)
This Side of Paradise è il secondo EP della cantante e attrice americana Hayley Kiyoko, co-prodotto da lei e dalla Steel Wool Entertainment e pubblicato il 3 febbraio 2015. L'intero album è stato scritto e registrato da Kiyoko insieme al produttore e polistrumentista James Flannigan ed è stato descritto come un disco pop. L'EP è stato preceduto dalla pubblicazione del singolo "This Side of Paradise" il 29 settembre 2014.

## Composizione
Ogni canzone dell'EP è "pop anni '80s con un tocco moderno." La durata totale dell'album è di 18 minuti e 16 secondi. Durante un'intervista a Billboard, Kiyoko ha detto: "I think every track of the EP is really a piece of me, of what I have felt growing up, from a child to a young adult," ("Penso che ogni traccia dell'EP sia davvero un pezzo di me stessa, di cosa abbia provato crescendo, da bambina fino alla prima maturità") e anche "The outcome of this EP is worth so much more to me because it was really built from the ground up." ("Il risultato di questo EP è particolarmente importante per me perché è stato costruito da zero.")

## Singoli
"This Side of Paradise" è stato il singolo estratto dall'EP e rilasciato il 29 settembre 2014. Il video musicale è stato distribuito il 12 novembre 2014 ed è stato diretto da RJ Sanchez. "Girls Like Girls" è il secondo singolo dell'album ed è stato pubblicato insieme ad un video il 24 giugno, 2015, diretto da Kiyoko e Austin S. Winchell. Attualmente il video ha più di 82 milioni di visualizzazioni.

## Tracce
1. Given It All – 3:50 (Hayley Kiyoko, James Flannigan, Sergei Ramos)
2. Cliff's Edge – 3:33 (Kiyoko, Jacques Brautbar)
3. This Side of Paradise – 3:32 (Kiyoko, Ramos)
4. Girls Like Girls – 3:49 (Kiyoko, Owen Thomas, Lily-May Young)
5. Feeding the Fire – 3:30 (Kiyoko, Flannigan, Grahn)